# Strung carusel

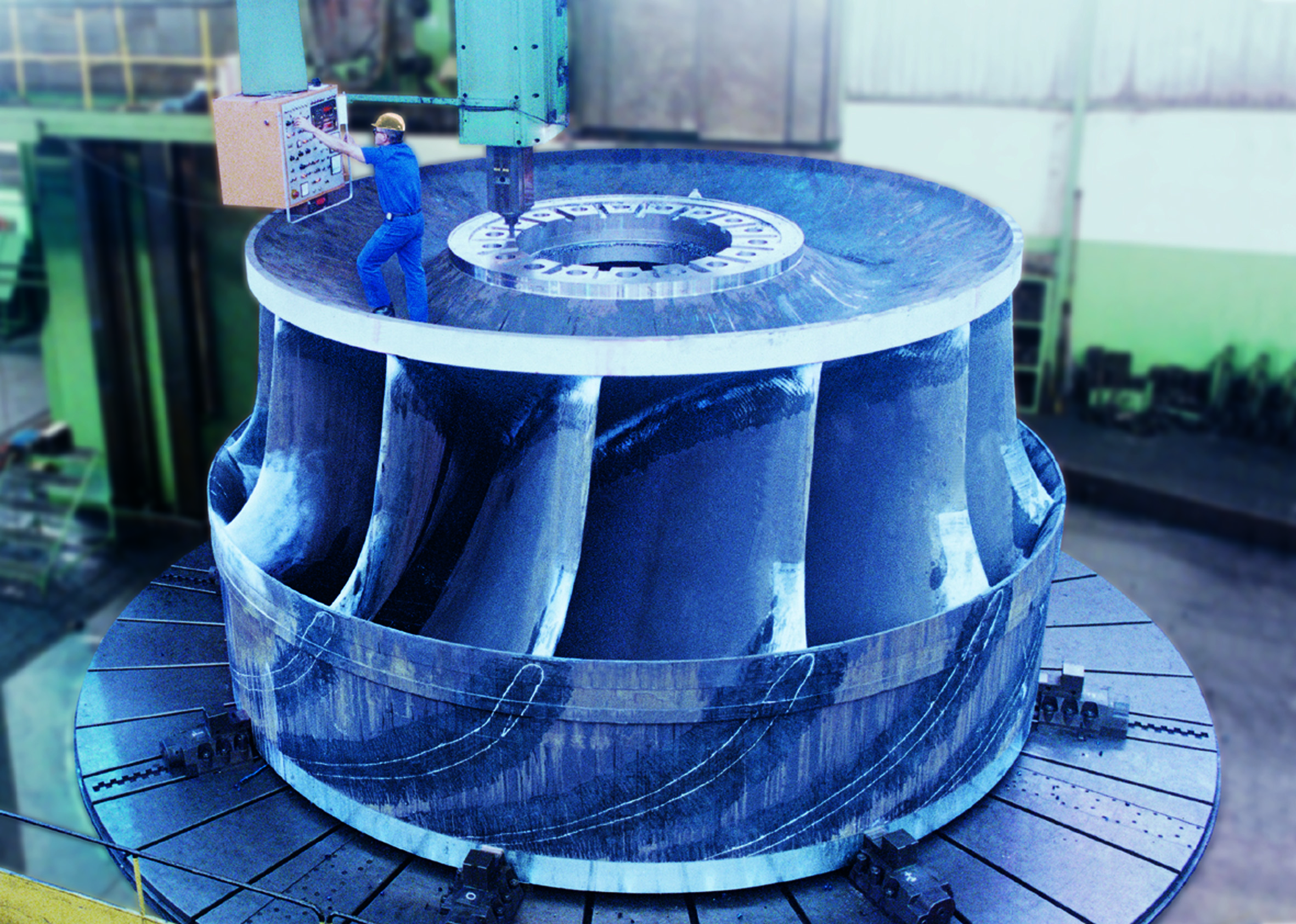
Rotor de turbină Francis prelucrată pe un strung carusel.

Un strung carusel (sau strung vertical) este un strung destinat prelucrării pieselor de mari dimensiuni și care sunt prinse pe un platou orizontal. Strungurile carusel au arborele principal dispus vertical, iar platoul se rotește în plan orizontal, ceea ce facilitează montarea pieselor voluminoase și grele, dificil de prins în strungurile orizontale. În general sunt strunguri de mari dimensiuni, diametrul platoului fiind între 1 m și 15 m.

## Operații de prelucrare pe strung carusel
Pe strungurile carusel se pot efectua, în mod obișnuit sau prin adaptarea de dispozitive speciale (de frezare sau rectificare), toate operațiile tehnologice de strunjire cilindrică, conică și plană, exterioară și interioară, de găurire și alezare, precum și de filetare în sistemul metric sau în țoli.

## Clasificarea strungurilor carusel
Principalele criterii de clasificare a strungurilor carusel sunt construcția, destinația și gradul de automatizare al procesului de lucru. Din punctul de vedere al construcției, strungurile carusel se clasifică după numărul montanților și felul traversei. După numărul montanților se deosebesc:
- strunguri cu un montant, destinate prelucrării pieselor cu diametrul maxim de 1650...1800 mm;
- strunguri cu doi montanți, pentru prelucrarea pieselor cu diametrul mai mare de 1800 mm.

După felul traversei, strungurile carusel sunt:
- cu traversă mobilă care se poate deplasa, mecanic sau manual, în plan vertical, pe ghidajele montanților; aceste strunguri sunt destinate pentru prelucrarea pieselor cu înălțimi mari;
- cu traversă fixă, montată fără posibilitatea de deplasare, pe unul sau doi montanți; strungurile cu traversă fixă se utilizează pentru prelucrarea pieselor de înălțime relativ mică (sub 700 mm).

După  destinație strungurile carusel se clasifică în două categorii:
- universale, întrebuințate pentru prelucrarea pieselor de diferite forme;
- speciale, întrebuințate pentru prelucrarea unor piese de anumite forme, de exemplu pentru strunjirea roților și bandajelor de material rulant.

După gradul de automatizare, strungurile carusel se pot clasifica astfel: strunguri cu comandă manuală și strunguri carusel semiautomate, la care comenzile ciclului de lucru sunt obținute automat, cu excepția schimbării piesei de prelucrat.
Parametrul principal prin care sunt caracterizate strungurile carusel este diametrul maxim (Dmax) ce se poate prelucra pe strung, cu poziția extremă a căruciorului pe ghidajele orizontale ale traversei.

## Principiul de lucru
Mișcarea principală este mișcarea de rotație a platoului. Mișcările de avans sunt efectuate prin deplasările orizontale și verticale ale cărucioarelor verticale, montate pe traversă, și prin deplasările orizontale și verticale ale căruciorului lateral.